# ملاك وشيطان (فلم)
ملاك وشيطان هو فيلم مصري عُرض عام 1960، بطولة رشدي أباظة وزكي رستم ونجوى فؤاد ومريم فخر الدين، الفيلم من إنتاج عز الدين ذو الفقار وصلاح ذو الفقار، ومن إخراج كمال الشيخ.

## قصة الفيلم
تدور أحداث الفيلم حول زوجان هما شوكت (صلاح ذو الفقار) وسميرة (مريم فخر الدين) لديها ابنة تبلغ من العمر 5 سنوات تدعى سوسن ويعيشان سويا في سعادة ثراء، حيث أن شوكت يعمل جواهرجي، وذات يوم يسطو على منزلهما لصوص يسعيان لسرقة الأموال والمجوهرات بداخل الخزانة، وعند محاولتهم فتح الخزانة تراهم الطفلة سوسن، يختطفها اللصوص ويتخذانها رهينة، يقرر معلهمها شحات (زكي رستم) طلب فدية من والديها حوالي 110 آلاف جنية، تقيم سوسن مع اثنين من العصابة هما عزت (رشدي أباظة) وخيرية (نجوى فؤاد) اللذين يعيشان في مدينة الإسكندرية، خيرية راقصة وعزت مقامر، وعلى الرغم من كونهما ضمن العصابة إلا أن خيرية تمتلك قلبا كبيرا وحنونا، تشعر بالتعاطف عند رؤيتها للطفلة وتحاول مساعدتها دائما للنجاة من تلك العصابة، تتعرف سوسن على أفراد العصابة وتبدأ خطورتها مما يقرر المعلم شحات التخلص منها وذلك بعد أن وافق الأب على دفع الفدية، يصطحب عزت سوسن إلى منطقة ألغام كي تموت، ولكن يبدأ عزت هو أيضا تعاطفه معها ويقرر هو وخيرية إعادتها إلى أبويها، وعند علم العصابة بذلك تبدأ الصراعات بينهما وبين عزت، ينجح بالفعل عزت وخيرية من توصيل سوسن إلى أسرتها ولكن في تلك اللحظة يفارق عزت الحياة نتيجة إصابته البالغة من قبل مواجهته مع العصابة .

## طاقم التمثيل
- رشدي أباظة: (عزت - أحد أفراد العصابة)
- زكي رستم: (شحات - رئيس العصابة)
- نجوى فؤاد: (خيرية - رفيقة عزت)
- مريم فخر الدين: (سميرة - والدة الطفلة)
- إيمان ذو الفقار: (سوسن - الطفلة المخطوفة)
- أحمد لوكسر: (ضابط المباحث)
- ميمو رمسيس: (أبو شفة - أحد أفراد العصابة)
- محمد صبيح: (سائق اللورى)
- كامل أنور: (وزة - أحد أفراد العصابة)
- أحمد شوقي: (ضابط القسم)
- علي عرابي: (عبد الله)
- سيد العربي: (بدوي - أحد أفراد العصابة)
- ثريا فخري: (دادة أم حسنى)
- بدر نوفل: (عسكري المرور)
- قدرية كامل: (من أفراد العصابة)
- سيد إسماعيل: (مطرب الخمارة)

### ضيف الشرف
- صلاح ذو الفقار: (شوكت - والد الطفلة)

## فريق العمل
- إخراج: كمال الشيخ
- فكرة: رشدي أباظة
- إنتاج: عز الدين ذو الفقار - صلاح ذو الفقار
- قصة: صبري عزت
- سيناريو: صبري عزت، كمال الشيخ
- حوار: صبري عزت
- مدير التصوير: مسعود عيسى
- مونتاج: كمال فهمي، أميرة فايد
- موسيقى تصويرية: أندريه رايدر
- توزيع: الشرق لتوزيع الأفلام